# Estreptolisina
La estreptolisina es una exotoxina hemolítica estreptocócica.
Los tipos de estreptolisina incluyen la SLO (StreptoLysin O: estreptolisina O), que es lábil al oxígeno, y la SLS (StreptoLysin S: estreptolisina S), que es estable al oxígeno.
Los anticuerpos anti-estreptolisina O se pueden detectar en un título de antiestreptolisina O. La estreptolisina O es hemolíticamente activa sólo en un estado reversible inducido a diferencia de estreptolisina S, 
La estreptolisina O es inactivada por oxígeno, mientras que la estreptolisina S es oxígeno estable.
Otra diferencia es que la estreptolisina O es antigénica, mientras que la estreptolisina S no es antigénica debido a su pequeño tamaño.